# Kamloops Chiefs
Die Kamloops Chiefs waren eine kanadische Eishockeymannschaft aus Kamloops, British Columbia. Das Team spielte seit von 1973 bis 1977 in einer der drei höchsten kanadischen Junioren-Eishockeyligen, der Western Hockey League (WHL).

## Geschichte
Die Vancouver Nats wurden vor der Saison 1973/74 aus Vancouver, British Columbia, umgesiedelt und in Kamloops Chiefs umbenannt. Nachdem die Chiefs in ihrer ersten Spielzeit noch als sechster der West Division die Playoffs verpasst hatten, erreichten sie diese in den weiteren drei Jahren jeweils. Ihren größten Erfolg erreichte die Mannschaft aus British Columbia, als sie in der Saison 1975/76 im Conference-Halbfinale den Saskatoon Blades in der Best-of-Seven-Serie mit 2:4 unterlag. Im Sommer 1977 wurde das Franchise verkauft und nach Seattle, Washington, umgesiedelt und in Seattle Breakers umbenannt, wo es seither am Spielbetrieb der WHL teilnimmt – mittlerweile als Seattle Thunderbirds.

## Ehemalige Spieler
Folgende Spieler, die für die Kamloops Chiefs aktiv waren, spielten im Laufe ihrer Karriere in der National Hockey League:
| - Barry Beck - Dan Clark - Rob Flockhart - Jamie Gallimore | - Brad Gassoff - Reg Kerr - Dwayne Lowdermilk - Terry McDonald | - Barry Melrose - Glenn Merkosky - Andy Moog - Larry Playfair | - Errol Rausse - Rocky Saganiuk - Mark Taylor - Alec Tidey | - Ryan Walter - Tim Watters |

## Team-Rekorde

### Karriererekorde
Spiele: 247  Dave Robinson
Tore: 98  Reg Kerr
Assists: 169  Reg Kerr
Punkte: 267   Reg Kerr
Strafminuten: 573  Dave Robinson